# Beflügelt – Ein Vogel namens Penguin Bloom
Beflügelt – Ein Vogel namens Penguin Bloom (Originaltitel: Penguin Bloom) ist ein Film von Glendyn Ivin, der im September 2020 beim Toronto International Film Festival seine Premiere feierte und Ende Januar 2021 in das Programm von Netflix aufgenommen wurde. Der Film basiert auf dem Buch Penguin Bloom – Der kleine Vogel, der unsere Familie rettete von Cameron Bloom und Bradley Trevor Greive, das wiederum von wahren Geschehnissen erzählt.

## Handlung
Die Krankenschwester Sam Bloom verletzt sich während ihres Urlaubes mit Ehemann Cameron und ihren drei Söhnen in Thailand schwer, als sie von einem Balkon stürzt. Von da an ist sie von der Hüfte abwärts gelähmt, was die gesamte Familie auf eine harte Belastungsprobe stellt. Nach ihrer Reha fällt Sam in eine tiefe Depression, doch dann bringt eines Tages Noah, ihr mittlerer Sohn, einen verletzten Flötenvogel mit nach Hause. Sie nennen ihn wegen seines schwarz-weißen Gefieders Penguin (engl. für Pinguin). Fortan lässt der Vogel, der dringend ihre Hilfe braucht, Sam ihren eigenen Schmerz vergessen und gibt ihr neuen Lebensmut.

## Hintergrund

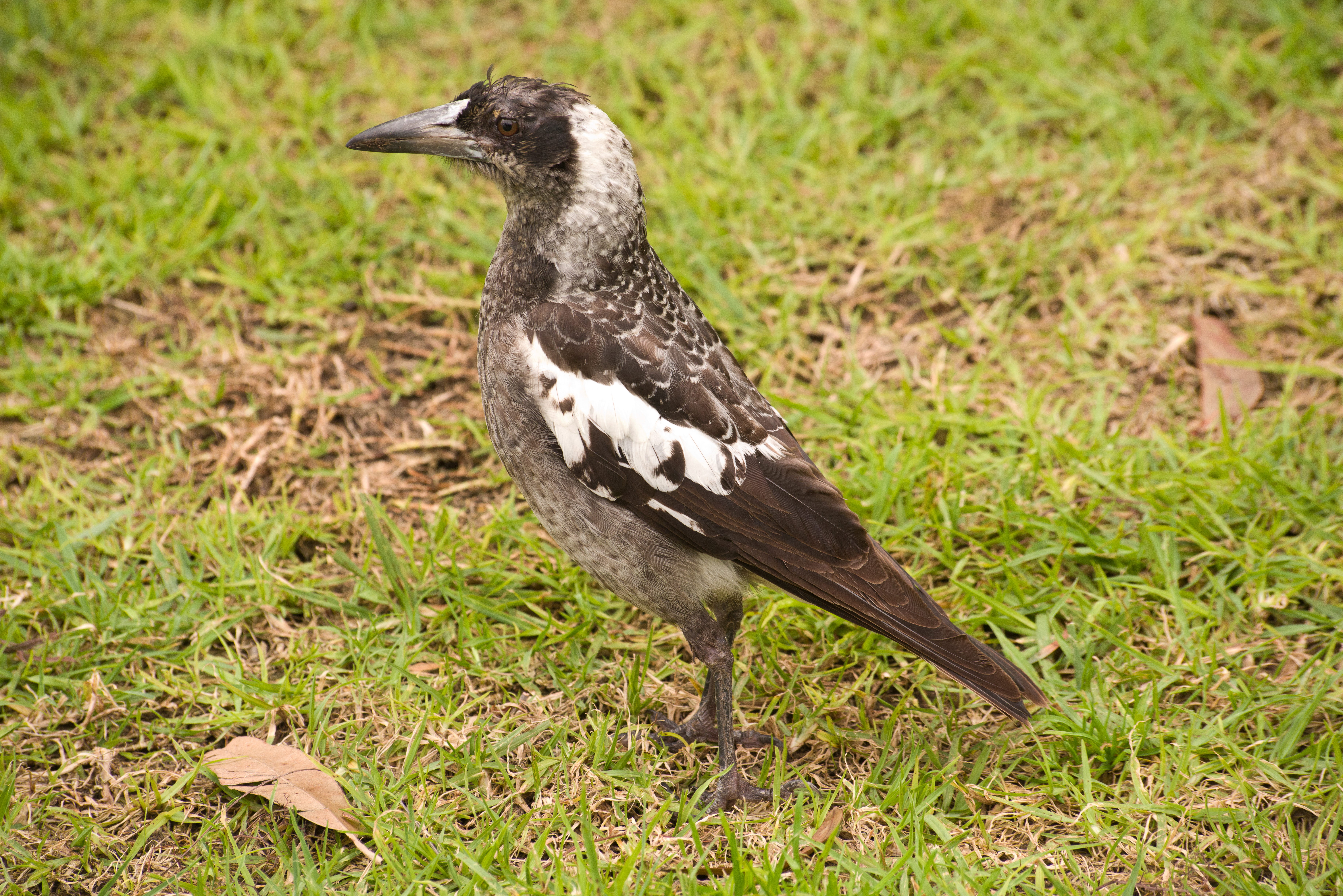
Ein Flötenvogel (Australian Magpie)

Noah, der mittlere Sohn der in Australien lebenden Familie Bloom, brachte eines Nachmittags ein nur wenige Tage altes Flötenvogel-Mädchen mit nach Hause. Das Küken war verletzt und konnte sich kaum bewegen. Eigentlich genießen die in Australien verbreiteten Flötenvögel keinen besonders guten Ruf. Sie haben dort den Namen Magpie (Australian Magpie), der in Großbritannien für die Elster verwendet wird, sind aber nicht näher mit diesen verwandt, sondern gehören zur Familie der Schwalbenstarverwandten. Dieser Jungvogel jedoch wurde zahm und verhielt sich oft ganz und gar nicht wie seine Artgenossen. So war es auch bei Mutter Sam Bloom, einer querschnittsgelähmten ehemaligen Krankenschwester und späteren Parakanutin, die für die Nationalmannschaft ihres Landes bei den Paralympics gestartet war. Die Familie päppelte das Flötenvogel-Küken wieder auf und nannten es „Penguin“, wegen seines schwarz-weißen Gefieders. Immer wieder kam Penguin auch zum „Kuscheln“ zu den Familienmitgliedern ins Bett, zu denen neben Sohn Noah und Mutter Sam noch Vater Cameron und die Söhne Oli und Rueben gehörten. Zwei Jahre lang gehörte auch Penguin zur Familie, wobei in dieser Zeit rund 14.000 Fotos entstanden, die Familienvater und Fotograf Cameron Bloom machte, die er später in einem Buch veröffentlichte, das innerhalb kürzester Zeit zum Bestseller wurde.
Besonders an der Geschichte ist die Verbindung zwischen Penguin und der Mutter Sam Bloom, denn der Vogel hatte die 45-Jährige aus ihrer Depression geholt, weil sie beim Aufpäppeln des Vogels das Gefühl wiedererlangt hätte, gebraucht zu werden. Penguin saß bei ihr, wenn sie kochte, lag mit Sam bei der Reha auf der Matte, und sie gingen gemeinsam unter die Dusche. Sie ist überzeugt: „Dadurch hat Penguin unsere Familie gerettet.“ Als Penguin schließlich das Fliegen lernte, sei dies für Mutter Sam Bloom ein bewegender Moment gewesen: „Als ich Penguin fliegen sah, nachdem sie vorher so verletzt war, dachte ich: Wenn so ein kleiner Vogel es schafft, schaffe ich es auch.“ Später verließ der Vogel die Familie und kam nur noch ein einziges Mal zurück,  am 13. Geburtstag von Sohn Rueben. Das Buch erschien auch in Deutschland. Das unter dem Titel Penguin Bloom – Der kleine Vogel, der unsere Familie rettete von Cameron Bloom und Bradley Trevor Greive geschriebene Buch wurde von Ralf Pannowitsch ins Deutsche übersetzt.

## Produktion
Naomi Watts und Reese Witherspoon sicherten sich die Filmrechte und produzierten den Film gemeinsam mit Emma Cooper. Watts wirkt zudem im Film auch als Schauspielerin mit und ist in der Hauptrolle von Sam Bloom zu sehen. Andrew Lincoln spielt ihren Ehemann Cameron und Griffin Murray-Johnston, Felix Cameron und Abe Clifford-Barr ihre Kinder Noah, Rueben und Oli. Jacki Weaver ist in der Rolle von Sams Mutter Jan zu sehen.
Regie führte Glendyn Ivin. Blooms und Greives Roman wurde von Harry Cripps und Shaun Grant für den Film adaptiert.
Die Dreharbeiten wurden 2018 in Australien begonnen. Als Kameramann fungierte Sam Chiplin.
Die Filmmusik komponierte Marcelo Zarvos.
Eine erste Vorstellung des Films erfolgte am 12. September 2020 beim Toronto International Film Festival. Am 27. Januar 2021 wurde er in das Programm von Netflix aufgenommen.

## Rezeption

### Kritik
Peter Osteried schreibt in seiner Funktion als Filmkorrespondent der Gilde deutscher Filmkunsttheater, Naomi Watts spiele mit viel Zurückhaltung, doch man sehe ihr an, dass es unter der Oberfläche brodelt, dass sie ihren Schmerz und ihre Wut hinausschreien will, egal, wen es trifft. Dies sei die eigentliche Stärke von Beflügelt – Ein Vogel namens Penguin Bloom, denn der Film komme mit hoher Authentizität daher. Der Film sei beste Familienunterhaltung, weil er ernste Themen anspricht, sie aber nicht klischiert überhöht, sondern in der Realität verwurzelt, Osteried: „Er hat etwas zu sagen, das aber nicht mit lauten Tönen, sondern mit der Gewissheit, dass der Zuschauer zuhört.“
Das Lexikon des internationalen Films urteilte: „Der optimistische, auf wahren Begebenheiten beruhende Feel-Good-Film manövriert trotz seiner etwas aufdringlichen symbolischen Verbindung von menschlicher und tierischer Heilungsgeschichte dank überzeugender Darstellerleistungen haarscharf am Kitsch vorbei.“

### Auszeichnungen
AACTA Awards 2021
- Nominierungen als bester Film, die beste Regie, das beste adaptierte Drehbuch, die beste Haupt- und Nebendarstellerin, die beste Filmmusik, die beste Kamera und das beste Szenenbild